# Heiligenberg (Bas-Rhin)
Heiligenberg település Franciaországban, Bas-Rhin megyében. Lakosainak száma 695 fő (2022. január 1.). Heiligenberg Still, Dinsheim-sur-Bruche, Gresswiller, Mollkirch és Niederhaslach községekkel határos.

## Népesség
A település népességének változása:
| Lakosok száma | 642  | 642  | 669  | 676  | 693  | 697  | 703  | 703  | 695  |
|               | 2013 | 2015 | 2016 | 2017 | 2018 | 2019 | 2020 | 2021 | 2022 |